# Rao Weihui
Rao Weihui (饒偉輝T, 饶伟辉S, Ráo WěihuīP; Xingning, 25 marzo 1989) è un calciatore cinese, difensore del Meizhou Kejia.